# Нед Деннегі
Нед Деннегі (англ. Ned Dennehy; нар. 8 грудня 1965) — актор ірландського походження.

## Життєпис
Нед зростав єдиною дитиною в родині, його тато був рибалкою, а мати швачкою.
Хлопець почав цікавитись акторською справою ще в старшій школі, де він відвідував гурток драми та з'являвся в багатьох виставах, що діти грали перед шкільною аудиторією. Проте в той час він вважав своє захоплення театром лише за гобі.
В 1983 році Нед вступив до колледжу, де отримав ступень бакалавра з образотворчих мистецтв в 1987 році. Пройде ще 9 років перед тим як він розпочне свою акторську кар'єру.

## Кар'єра
Нед з'явився в понад 100 фільмах та телесеріалах, він відомий своїми ролями в британських, ірландських та американських кіно- та телепроєктах, але найбільш впізнаваним актор став завдяки ролі Томмі в фільмі «Тиранозавр» (2011р.) та Чарлі Стронга в  серіалі «Гострі картузи» (2013—2022). В фентезійному серіалі «Добрі передвісники (телесеріал)»(2019р.) Нед Деннегі зіграв роль демона Ґастера.

### Дебют
Дебютом в кіно для Неда Деннегі стала головна роль в корткометражній драмі “Quickfix” в 1996 році. Ця робота не перекладена на українську мову, але вона досі є у відкритому доступі в мові орігіналу на vimeo. Режисер Імон Літтл про цю роботу:
Короткометражна стрічка про кохання, смерть та практичне вирішення проблем. Це мій перший фільм, що був написаний та зрежисований в 1996 році з бюджетом в £7,500, як переможець на Galway Film Centre/RTÉ Short Script Award. Фільм був знятий на 16 мм плівку. В ньому зіграли Ендрю Беннетт, Ліз Куті, Деклан Грін та Нед Деннегі.

### Розвиток кар'єри
Однак визнання актор отримав лише через 14 років після ролі в першій частині екранізації «Гаррі Поттер і Смертельні реліквії: Частина 1» (2010р.), актор зіграв в цьому фільмі епізодичну роль наляканого чарівника Алдертона. Далі були ролі в  фільмах жахів «Коробка» та «Менді», ірландській кримінальній драмі «Стійка броня». В 2019 році Нед з'явився в ролі татуйованого бандита в комедійному бойовику «Стволи Акімбо», головну роль в якому зіграв Денієл Редкліфф.

### Телебачення
Першою спробою Неда на телебаченні була роль прокурора в епізоді «Олівер Твіст» в багатосерійному проекті «Дивовижний світ Діснея» в 1997 році, але все ж таки впізнавати його почали після ролі Чарлі Стоуна в серіалі «Гострі картузи» (2013—2022).
Продовженням його шляху на телебаченні стала роль головного героя - Літера Моллоя в британському драматичному міні-серіалі «Вигнані» (2015р.) про кількох британців, яких відправляють жити в Австралію через злочини, які вони скоїли в Британії. Також Нед зіграв невелику роль у французькому псевдоісторичному серіалі «Версаль» (2017р.).
В 2019 році актор з'являється в яскравому образі демона Ґастера (лідера сил Пекла) в 1 сезоні британсько-американського мінісеріала «Добрі передвісники», знятому за однойменним романом Террі Пратчетта та Ніла Ґеймана.

## Номінації
У 2016 році Нед Деннегі був номінований на престижну ірландську премію Irish Film and Television Award за найкращу чоловічу роль другого плану в драмі «Діккенсіан». А перемогу в цій же номінації актор здобув наступнгого року за роль в проекті «An Klondike».

## Особисте життя
Актор не розголошує подробиці свого особистого життя.
З його інтерв'ю можна дізнатись, що його основне гобі це мандри. Також він захоплюється швидкістними автівками та має невеличку колекцію олдтаймерів.
Актор тримає кілька собак і взагалі обожнює тварин, в вільний час любить читати, його улюбленна книга — Нестерпна легкість буття чеського автора Мілана Кундери.